# Clubiona venatoria
Clubiona venatoria là một loài nhện trong họ Clubionidae.
Loài này thuộc chi Clubiona. Clubiona venatoria được miêu tả năm 1920 bởi William Joseph Rainbow & Pulleine.